# Mammilla kurodai
Mammilla kurodai is een slakkensoort uit de familie van de Naticidae. De wetenschappelijke naam van de soort is voor het eerst geldig gepubliceerd in 1944 door Iw. Taki.